# Bowser
O Rei Bowser Koopa, conhecido no Japão como Koopa (クッパ, Kuppa), ou somente Bowser, é o principal vilão do universo Mario, consagrada franquia da Nintendo, e também um dos mais famosos vilões da empresa. Ele é o rei de todos os Koopas (uma espécie similar a tartarugas super desenvolvidas) e também o líder da organização criminosa conhecida como Koopa Troop, uma organização composta por diversas criaturas do Reino dos Koopas.
Geralmente, Koopa rapta a Princesa Peach, e o Mario corre para salvá-la. Koopa apareceu nos games pela primeira vez em Super Mario Bros. e continuou como arqui-inimigo de Mario desde então. Suas aparições não foram, entretanto, apenas como vilão. Em alguns jogos Rei Koopa faz o papel humorístico (como em Paper Mario: The Thousand-Year Door) ou até como parte da equipe (como Super Mario RPG: Legend of the Seven Stars e Super Mario Kart). O objetivo de Bowser ao raptar a princesa Peach ainda não foi esclarecido, mas alguns jogos afirmam que Bowser tem uma queda por Peach, como em Paper Mario, na cena em que Peach lê o diário de Koopa: "Eu espero que Peach goste de mim." e em outra cena do Paper Mario existe uma sequência de perguntas e uma delas é "What's the name of the person who King Bowser really loves?"(Qual é o nome da pessoa que o Rei Koopa realmente ama?) e a resposta é "Peach".

## Criação
Bowser foi a criação do designer e produtor da Nintendo Shigeru Miyamoto. Miyamoto tinha imaginado primeiramente Bowser como um boi, baseando-o no Rei Ox do filme da Toei Animation Alakazam, o Grande. No entanto, o designer da Nintendo Takashi Tezuka apontou que o personagem se parecia muito mais como uma tartaruga que um boi. Miyamoto e Tezuka, em seguida, começaram a trabalhar em conjunto para definir a aparência de Bowser. Uma vez que o personagem era o líder das tartarugas conhecidas como Koopa Troopas, os dois começaram a basear sua nova aparência a partir desses, criando uma nova ilustração. Em seu projeto final, Miyamoto comentou que ele poderia fazer Bowser um "novo visual cool".
Miyamoto o nomeou "Daimaō Kuppa". Kuppa veio do nome japonês para 국 밥, gukbap, um prato coreano. Miyamoto também considerou os nomes ユッケ Yukke e ビビンバ Bibinba, também nomes japoneses de pratos coreanos (육회 yukhoe e 비빔밥 bibimbap, respectivamente). O nome coreano do personagem Bowser/Kuppa não é Gukbap, mas sim 쿠파 Kupa, que é essencialmente uma tradução recursiva fonética O nome foi anglicizado Kuppa em vez de Koopa nas versões japonesas até o lançamento de Super Mario World.
Dentro dos primeiros quadrinhos, Bowser é claramente referenciado ao o Gamera, a icônica tartaruga kaiju fictícia com habilidades de cospir fogo e voar girando, e o ataque de Bowser em um deles é chamado de "Ataque de Gamera" (ガメラアタック, Gamera Attakku).

## Origem do nome
Oficialmente, o nome japonês de Bowser é apenas Koopa (ou Kuppa, provavelmente baseado na lenda japonesa do Kappa). Já nos EUA seu nome foi modificado para Bowser, sendo então Koopa um sobrenome, e também a espécie à qual pertence. Houve um rumor de que Bowser teria o nome Morton, já que um dos koopalings se chama Morton Koopa Jr., mas se sabe que este é apenas uma alusão a Morton Downey, Jr. (apresentador de talk show). Mais tarde a ideia de que os koopalings seriam filhos de Bowser caiu em desuso, sendo referidos apenas como servos dele. No Japão, o personagem tem o título de "Grande Rei Demônio Koopa" (大魔王クッパ, Dai Maō Kuppa). Nos Estados Unidos, o personagem era conhecido como "Bowser, o rei dos Koopas" e "O rei feiticeiro" no primeiro manual de instruções.

## Aparência
Bowser tem a aparência de uma Koopa Troopa super-desenvolvida, como todos de sua espécie. Além do tamanho, as principais características que o diferencia dos Koopas em geral são seus chifres, cabelo moicano vermelho, o casco com espinhos (assim como sua cauda), as garras e os dentes compridos afiados e amarelos (depois de Super Mario 64, Bowser não teve mais dentes amarelos). Bowser também usa braceletes negros com espinhos nos braços e no pescoço. Apenas os Koopalings e outros Koopa Troopas de Paper Mario possuem esses braceletes e também óculos escuros. E tem 4 dedos nas mãos e 3 dedos nos pés.

## Personalidade
Apesar de temível e mau, Bowser não é um personagem vazio (que faz maldades simplesmente por não gostar do bem). Em determinados casos, já aconteceu de ele unir forças a seus inimigos (especificamente Mario Bros.) para o bem de ambos. Ele também demostra carinho e orgulho de seus filhos, como na conversa que teve com Bowser Jr. em Super Mario Sunshine. É demonstrado também nos jogos que Bowser é mais um vilão "carismático" que, através das conversas, demonstra ter um humor sarcástico. É também observado que Bowser não é tão esperto, visto que algumas vezes, ele mesmo acaba caindo nas suas próprias armadilhas. Bowser é muito malvado e sabe muito bem trapacear para dificultar o avanço dos seus inimigos. Bowser vive sequestrado a Princesa Peach só para força-la a dar a ele o Reino dos Cogumelos, para força-la a se casar com ele ou para atrair o Mario só para tentar destruir o encanador do Brooklyn.

## Objetivo
Bowser, com sua ganância de poder, tem como aspiração de vida dominar o Reino dos Cogumelos para expandir seu reino. Para isso ele tem como base de seus planos malignos ter um casamento forçado (tornando-se rei) ou através de uma rendição da princesa Peach. Também é confundido, por parte dos fãs, que Bowser tenha o objetivo de matar Mario. A verdade é que assim que tomasse posse do reino ele escravizaria todos os habitantes nativos, os Toads, e depois faria mudanças no reino para ficar parecido com o seu. Ele também faria com que Mario e seus amigos (Luigi, Yoshi, Toad, Toadette, Toadsworth, etc.) sofressem uma pena pelo que fizeram a ele, como por exemplo: ser o palhaço real e/ou ser um servo. A princesa continuaria a ser sua noiva, sem autoridade para impedi-lo. É provável que Mario juntamente com seu irmão Luigi negociassem um acordo com Bowser para que fossem libertos em troca de alguma coisa. Bowser também tenta conquistar outras terras do Reino dos Cogumelos.

## Relações
- Mario - Mario é o principal arqui-inimigo de Bowser. Bowser vê Mario como um obstáculo para que seus planos malignos se concretizem e é por isso que Bowser tenta destruir Mario.
- Luigi - Luigi também é inimigo de Bowser. Luigi quase não tem coragem de deter os planos malignos de Bowser, mas mesmo assim, Bowser trata Luigi da mesma forma que trata Mario.
- Princesa Peach - A relação de Bowser com a Princesa Peach faz parte do sonho de Bowser de conquistar o Reino dos Cogumelos, pois a Princesa Peach é a governante do Reino dos Cogumelos. Bowser vive sequestrando a Princesa Peach para tentar obriga-la a dar para ele o Reino dos Cogumelos ou para se casar com ela, mas Mario sempre chega para frustrar os planos de Bowser e salvar a Princesa Peach.

## Parentesco
Bowser Jr. fez sua primeira aparição em Super Mario Sunshine (2002) é o único filho de Bowser, herdeiro do rei Koopa ao trono, como o herdeiro do trono, Bowser Jr. é, naturalmente, um membro de alto escalão dos Koopa Troopa. No entanto, há alguma ambiguidade sobre onde ele se encontra com respeito aos Koopalings, que foram originalmente retratados como os sete filhos de Bowser. Bowser Jr. e os Koopalings foram mostrados a trabalhar juntos em alguns planos de Bowser, embora eles não revelaram nenhuma relação formal.
Os Koopalings são os servos do Bowser, e não filhos como se dizia inicialmente. Cada um tem um nome baseado em uma personalidade famosa, especialmente em músicos e apresentadores de talk-shows, Ao todos são 7 Koopalings (6 meninos e 1 meninas): Larry Koopa, Morton Koopa Jr., Wendy O. Koopa, Iggy Koopa, Roy Koopa, Lemmy Koopa e Ludwig von Koopa eles tentam ajudar o Bowser a derrotar Mario, aguardando o encanador dentro de fortes, castelos, torres e aeronaves na maioria dos jogos da série. Apareceram pela primeira vez em Super Mario Bros. 3, logo depois em Super Mario World, em Yoshi's Safari, Mario & Luigi: Superstar Saga, na plataforma 3-D em New Super Mario Bros. Wii, em New Super Mario Bros. 2 e a mais recente, em New Super Mario Bros. U.
Não se sabe sua origem, já que não há nenhuma conhecida mãe dos Koopalings. Alguns teorizam que os Koopas, assim como os Yoshis, põem seus próprios ovos. Outros teorizam que Bowser é viúvo e que sua mulher pôs os ovos antes de morrer, mas esta teoria é contraposta pelo fato que Baby Bowser já demonstra interesse em Baby Peach, como visto em Mario & Luigi: Partners in Time. Outra teoria considerável é que Bowser fez seus ovos usando magia. No entanto, uma entrevista com Shigeru Miyamoto no final de 2012 afirmou que "Os Koopalings não são filhos do Bowser, o único filho do Bowser é o Bowser Jr., e nós não sabemos quem é sua mãe".

## Bebê Bowser
Bebê Bowser nada mais é que a versão infantil de Bowser, e não deve ser confundido com seu filho, Bowser Jr.. Sua primeira aparição foi em Super Mario World 2: Yoshi's Island, onde Kamek previu que nasceriam dois irmãos que viriam a causar grandes problemas a seu mestre, Bowser. Kamek então tentou raptar os bebês enquanto estes eram levados pela cegonha a seus pais, mas apenas conseguiu raptar Bebê Luigi. Mario Bebê caiu na Ilha dos Yoshis, que decidiram levar o bebê até seu lar (já que Bebê Mario "parece saber para onde quer ir"). A batalha final não é contra Kamek, mas sim contra Bebê Bowser, que decide "cavalgar" em Yoshi, mas este o derrota.
Na sequência, em Yoshi's Story, Bebê Bowser rouba a Árvore Super Feliz da Ilha dos Yoshis. Sem ela, a ilha se torna um lugar triste e sem vida, e apenas um grupo de Yoshis recém-nascidos pode resgatá-la.
Bebê Bowser encontrou-se com Bowser em Mario & Luigi: Partners in Time. Diferente dos Irmãos Mario, eles não se uniram em um time desde o princípio, apenas posteriormente Bowser assumiu sua versão infantil como um aprendiz.

## Outras formas de Bowser
Bowser assim como Mario também possui algumas formas e transformações:

### Bowsosso
A versão esqueleto de Bowser. Bowser adquiriu essa forma em New Super Mario Bros. (Nintendo DS) após cair na lava por Mario no Mundo 1, retorna como chefe do castelo comum do Mundo 8 e matéria-prima de um feitiço de Bowser Jr. (já que Kamek não aparece no jogo). Também aparece em Mario Kart Wii como personagem secreto.

### Giga Bowser
Giga Bowser é forma final e Final Smash de Bowser. Nessa forma Bowser além de ficar mais poderoso e quase invencível também ganha uma aparência sinistra. É o chefe final do jogo Super Smash Bros. Melee, era um vilão no final unindo-se à Mewtwo de Pokémon e Ganondorf e The Legend of Zelda (apesar de Mewtwo não ser considerado um vilão). Giga Bowser também fez uma aparição em Super Smash Bros. Brawl, Super Smash Bros. for Nintendo 3DS e Wii U e Super Smash Bros. Ultimate como o Final Smash de Bowser, quando Bowser pega a Smash Ball no jogo e pode se transformar temporariamente nessa forma.
Giga Bowser reaparece em Mario & Luigi: Bowser's Inside Story, mas não de aparência mostrada em super Smash Bros. Melee. É simplesmente Bowser em tamanho maior, onde há uma jogabilidade e Bowser desse tamanho luta com torres, castelos e trens com as mesmas habilidades de seu tamanho normal, mas o ambiente e o fato dos oponentes também lutarem é uma desvantagem. Mas o jeito de Bowser se tornar Giga Bowser é diferente, em Super Smash Bros. Melee ele virava um troféu e o troféu era atingido por descargas elétricas, já nesse jogo se ele era esmagado por algo grande e seus sinais vitais começavam a falhar, Mario e Luigi entravam numa sala em seu corpo e lançavam adrenalina em seu corpo e isso faz com que ele crescia.

### Bowletta
Aparece apenas em Mario & Luigi: Superstar Saga, quando a alma de Cackletta consegue a posse do corpo inconsciente de Bowser. Ele só fica livre da alma de Cackletta quando Mario e Luigi lutam contra a mesma e a derrotam.

### Meowser
A versão "gato" de Bowser. Aparece apenas em Super Mario 3D World.

### Bowser Onírico
A versão do Bowser quando usa o Sugador para sugar a Pedra Onírica em Mario & Luigi: Dream Team.

### Bowser Noivo
Aparece em Super Mario Odyssey como noivo para se casar com a princesa Peach. Ele também aparece em Super Paper Mario de 2007 para Wii com seu mesmo objetivo se casar com a princesa.

## Rei Koopa
Nos desenhos animados produzidos pela DiC Entertainment existe uma versão diferente do Bowser chamada Rei Koopa. cuja aparência é bem diferente da do Bowser apresentado nos jogos. O Rei Koopa caracteriza-se por ser todo verde, careca, usa uma coroa na cabeça e tendendo a ter um corpo mais reto do que corcunda. Além disso, Rei Koopa é na verdade um Jacaré ao invés de uma tartaruga (o que explica a sua pele verde, e isso é pode ser percebido no episódio "Super Koopa", quando Toad o chama de "jacaré com mau hálito").Porém apesar dele e Bowser serem o mesmo personagem muitas pessoas os consideram como personagens diferentes devido suas aparências.
NOTA: o sucesso dos desenhos animados do Mario produzidos pela DiC foi tanto nos Estados Unidos que ele acabou gerando um programa infantil chamado King Koopa's Kool Kartoons, estrelado pelo Rei Koopa.

## Presidente Koopa
No filme Live-Action de 1993, Koopa foi interpretado de uma forma bem diferente pelo ator Dennis Hopper. No filme ele é um Tiranossauro, que evoluiu até se assemelhar à forma humana. E, durante uma cena, ele é chamada de Presidente por um de seus capangas. Apesar disso teve recepção até favorável da crítica.

## Habilidades
Embora sua ultrajante força física, suas bolas de fogo e seu Fire Breath (Bafo de fogo) sejam suas habilidades mais conhecidas, Bowser possui várias outras capacidades:

### Mario Party Advance
- Thunderbolt
- Rock Head (uma pedra com o formato da cabeça de Bowser cai do céu)
- Lava Torrent (um gêiser de lava surge no local do jogador, arremessando-o longe)

### Super Mario RPG - The Legend of the Seven Stars
- Terrorize (conjura um Big Boo)
- Crusher (conjura uma estalagmite)
- Poison Gas (conjura uma nuvem de gás)
- Bowser Crush (um Mecha Koopa gigante que atropela todos os inimigos da tela)

### Yoshi's Island
- Rock Fall (faz pedras caírem e quebrar o chão)
- Fire Launch (lança bolas de fogo direto no personagem)

### Super Mario 64
- Teletransporte
- Fire Breath
- Fire Ball (atira pequenas bolas de fogo teleguiadas)
- Super Jump (ele dá um imenso salto que faz a arena virar)

### Mario & Luigi: Bowser's Inside History
- Punch (um soco normal)
- Roller Punch (Bowser dá um soco enquanto anda)
- Flame (uma chama poderosa que ataca inimigos terrestres)
- Ground Pound (Bowser se joga para o alto e cai com o dobro de seu peso)
- Spiny Ball (Bowser se torna uma bola de espinhos que pode escalar paredes)
- Vacuum (Bowser engole itens e inimigos, assim os deixando com Mario e Luigi)

### Luigi Mansion
- Sopro de fogo.
- Lança bombas espinhosas
- Quando o King Boo é aspirado, a sua cabeça sai e cospe bolas de gelo para atirar em Luigi enquanto ele aspira.

O próprio Bowser não aparece no jogo (apesar que foi mencionado pela Madame Clairvoya), é só um traje parecido com ele manipulado pelo King Boo.